# Sahnia
Sahnia is een geslacht van kreeftachtigen uit de klasse van de Ostracoda (mosselkreeftjes).

## Soorten
- Sahnia fasciata (Brady & Robertson, 1874) Morkhoven, 1963
- Sahnia reticulata Hou in Hou et al., 1982
- Sahnia xuwenensis Gou in Gou, Zheng & Huang, 1983 †

Niet geaccepteerde soort:
- Sahnia subulata, synoniem van Neocytherideis subulata